# Bandeira da Índia
A bandeira nacional da Índia foi adotada durante uma reunião ad hoc da Assembleia Constituinte realizada em 22 de Julho de 1947, vinte e dois dias antes da independência indiana do Reino Unido em 15 de Agosto de 1947. Ela foi usada como bandeira nacional do Domínio da Índia entre 15 de Agosto de 1947 e 26 de Janeiro de 1950 e, logo após, da República da Índia. Na Índia, o termo "tricolor" [Tirangā – तिरंगा (em hindi)] quase sempre é utilizado para se referir à sua bandeira nacional.
A bandeira nacional, adotada em 1947, é baseada na bandeira do Congresso Nacional Indiano, desenhada por Pingali Venkayya. Composta por três faixas sendo a do topo de açafrão profundo, branco no meio e verde em baixo. No centro, existe uma roda azul-marinho com vinte e quatro raios, conhecido como o Ashoka Chakra, extraído do Capitel do Leão de Asoca (അശോകസ്തംഭം, em hindi) erguido em cima do Pilar de Asoca em Sarnath. O diâmetro desse Chakra é três-quartos da altura da faixa branca. A relação da largura da bandeira para o seu comprimento é 2:3. A bandeira é também a bandeira de guerra do exército da Índia, içada diariamente em instalações militares.
As especificações da bandeira oficial exigem que ela seja confeccionada apenas de "Khādī", um tipo especial de pano feito à mão que ficou popular porque o líder Mahatma Gandhi a usava. A exibição e a utilização da bandeira são estritamente impostas pelo Código da Bandeira da Índia. Uma descrição heráldica da bandeira deve ser Partida por um fess de Açafrão e Vert em uma fess Argent e um Azure de "Chakra".

## Arte

Construção da bandeira

Seguem-se as cores aproximadas da bandeira indiana em diferentes modelos de cores. É classificada em HTML em tripleto hexadecimal RGB (sistema hexadecimal); equivalente a CMYK; corantes e o número equivalentes de Pantone.
|             | Açafrão   | Branco       | Verde         | Azul marinho |
| ----------- | --------- | ------------ | ------------- | ------------ |
| Hexadecimal | FF9933    | FFFFFF       | 138808        | 000080       |
| CMYK        | 0/50/90/0 | 0/0/0/0      | 100/0/70/30   | 100/98/26/48 |
| Pantone     | 1495c     | 1c           | 362c          | 2755c        |
| Cor têxtil  | Açafrão   | Cinza Gelado | Verde Indiano | Azul Marinho |

O valor oficial (CMYK) da banda superior é (0, 50, 90, 0) – mais próxima à cor abóbora – com CMYK = (0, 54, 90, 0); o valor CMYK do açafrão é (4, 23, 81, 5) e (0, 24, 85, 15), respectivamente. A bandeira foi desenhada por  Pingali Venkayya.

## Simbolismo

O Ashoka Chakra, "a roda da justiça" (Dharma).

Poucos dias antes da Índia se tornar independente em 15 de Agosto de 1947, a Assembleia constituinte decidiu que a bandeira da Índia teria de ser aceitável a todos os partidos e comunidades da época. Uma bandeira com três cores, açafrão, branco e verde com o Ashoka Chakra foi escolhida. Sarvepalli Radhakrishnan, quem depois tornou-se o primeiro vice-presidente da Índia, deixou claro que a bandeira adotada descreve seu significado a seguir:
| “ | Bhagwa, ou a cor açafrão denota renúncia. Nossos líderes tem de ser indiferentes a ganhos materiais e se dedicar ao seu trabalho. O branco no centro é leve, o caminho da verdade para guiar nossa conduta. O verde mostra nossa relação com (o) solo, nossa relação com a vida vegetal, sobre o qual todos os outros no qual sua vida depende de nós. O "Ashoka Chakra" no centro do branco é a roda da lei de Dharma. Verdade ou satya, dharma ou virtude, isto deveria ser o princípio do controle daqueles que trabalham sob esta bandeira. Novamente, a roda denota movimento. Existe morte na estagnação. Índia não deveria mais resistir a mudança, deve mover e ir para frente. A roda representa o dinamismo de uma mudança pacífica. Representa também as 24 horas em um dia. — Sarvepalli Radhakrishnan | ” |

Uma interpretação que é popularmente conhecida, mas não é oficial, é de que o açafrão indica a força e a coragem do país, branco significa paz e verdade, verde é para fertilidade e prosperidade e a roda significa justiça.

## História

A bandeira da Índia britânica.

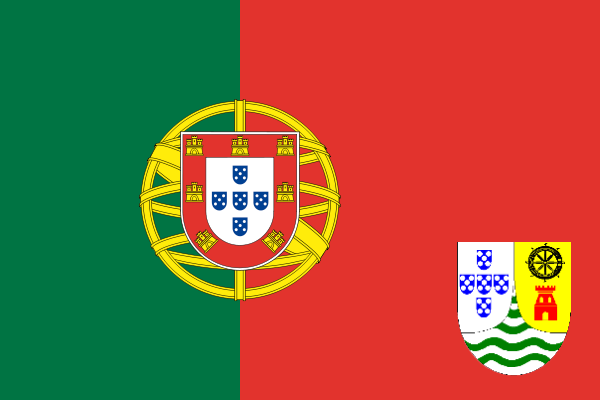
Bandeira proposta, mas nunca aprovada, do Estado Português da Índia, que existiu de facto até 1961, e de jure até abril de 1975.

No início do século XX, como o movimento de independência indiano, que buscava liberdade perante o Domínio colonial britânico, conseguiu ganhar terreno, fez-se sentir a necessidade de uma bandeira nacional que serviria como um poderoso símbolo destas aspirações. Em 1904, a Irmã Nivedita, uma discípula de Swami Vivekananda, surgiu com a primeira bandeira da Índia, que mais tarde foi nomeada Bandeira da Irmã Nivedita. Era um quadrado de cor vermelha com um encarte amarelo; mostrava uma  "Vajra Chinha" (raio) com uma lótus branca ao lado dela ao centro. As palavras "বন্দে মাতরম" (Bônde Matorom, significando Mãe [terra], curvo-me a ti!") foram inscritas na bandeira em Bengali. A cor vermelha significa a luta pela liberdade, amarelo significa vitória, e a lótus branca significa a pureza.

Insígnia Azul da Índia britânica com a Estrela da Índia, usada como bandeira marítima.

A primeira bandeira tricolor foi desfraldada em 7 de Agosto de 1906, durante um protesto contra a Partição de Bengala, por Schindra Prasad Bose na Praça Bagan Parsi em Calcutá. Essa bandeira veio a ser conhecida como Bandeira da Calcutá. Ela possui três bandas horizontais de uma largura igual com o topo sendo em laranja, o centro em amarelo e embaixo na cor verde. Possui oito flores de lótus branca semi-abertas no topo e uma figura de um sol com uma lua crescente embaixo. As palavras Vande Mataram foram escritas no centro no idioma Devanágari.

A Bandeira de Calcutá.

Em 22 de Agosto de 1907, Bhikaiji Cama desfraldou uma outra bandeira tricolor em Stuttgart, Alemanha. Esta possui o verde no topo, açafrão ao centro e vermelho embaixo. O verde significava o Islão e o açafrão para ambos o Hinduísmo e o Budismo. A bandeira tem oito lótus na banda verde, representando as oito províncias da Índia britânica. As palavras Vande Mataram, em idioma Devanágari, foram escritas na banda central. Na banda mais baixa, em direção ao mastro da bandeira existia uma lua crescente, e ao lado oposto, estava um sol. A bandeira foi desenhada por Bhikaiji Cama, Veer Savarkar e Shyamji Krishna Varma. Depois do tumulto da Primeira Guerra Mundial, esta bandeira tornou-se conhecida no Comité de Bandeiras de Berlim. Logo após, foi adotada pelos Revolucionários Indianos no Comité de Berlim. Essa bandeira foi usada ativamente na Mesopotâmia durante a Primeira Guerra Mundial. A bandeira do Partido Ghadar foi usada também nos Estados Unidos como um símbolo da Índia por um curto período de tempo.

A bandeira do Comité de Berlim, primeiramente levantada por Bhikaiji Cama em 1907.

A Liga de Autogoverno de Toda a Índia, formada por Bal Gangadhar Tilak e Annie Besant em 1917, adotou uma nova bandeira, a qual incluía cinco bandas vermelhas e quatro bandas verdes horizontais. Sobre o quadrante superior esquerdo estava a Bandeira do Reino Unido que significava o status de Domínio que o movimento tentou alcançar. Uma lua crescente e uma estrela, ambos em branco estão fixadas no canto superior oposto. Sete estrelas brancas são dispostas como na constelação Saptarishi (a constelação Ursa Major) que é vista como sagrada para os hindus.

A bandeira usada durante a ação da Liga de Autogoverno de Toda a Índia em 1917.

Um ano antes, em 1916, Pingali Venkayya, de Masulipatão (hoje em dia, a cidade de Andhra Pradesh) tentou elaborar uma bandeira nacional comum. Seus esforços foram notados por Umar Sobani e SB Bomanji, quem juntos formaram a Missão da Bandeira Nacional Indiana. Quando Venkayya procurou a aprovação de Mahatma Gandhi para a bandeira, o Mahatma sugeriu a incorporação do "Chakra" ou uma roda de fiar na bandeira, simbolizando "a personificação da Índia e a redenção de todos os seus males". A humilde roda de fiar tinha-se tornado um símbolo da recuperação econômica da Índia sob a competição dos Mahatma. Pingali Venkayya surgiu com uma bandeira com o chakra sobre um fundo vermelho e verde. No entanto, Mahatma Gandhi contestou que a bandeira não representava todas as religiões da Índia.

A bandeira não oficial adotada em 1921, com o Chakra ao centro.

Para abordar as preocupações de Mahatma Gandhi, um outra bandeira foi desenhada. Esta tricolor caracterizou-se por possuir branco no topo, verde no centro e vermelho em baixo, simbolizando as religiões minoritárias, Muçulmanos e Hindus, respectivamente, com o "Chakra" desenhado entre as três bandas. Paralelas foram retiradas pelo fato de ser muito semelhante a Bandeira da Irlanda, símbolo de outra grande luta pela liberdade contra o Império Britânico.

A bandeira em açafrão proposta com um marrom estilizado Chakra em 1931.

No entanto, houve muitos que não ficaram satisfeitos com a interpretação da bandeira. O Congresso da Índia Sânscrita, que se reuniu em Calcutá em 1924, sugeriu a inclusão do açafrão ou ocre e o "gadha" (bastão) de Vishnu como o símbolo dos hindus. Mas tarde neste ano, foi sugerido o geru (uma terra de cor avermelhada) que, segundo eles, "caracteriza o espírito de renúncia e simbolizou um ideal comum para os hindus iogues e sannyasa bem como para os muçulmanos faquires e darveshes." Os Sikhs reforçaram a reivindicação para a inclusão da cor amarela que os representariam. Se esse pedido não fosse atendido, persistiriam na ideia de que a bandeira abandonou totalmente o simbolismo religioso.

A bandeira adotada em 1931, também usada como insígnia de batalha do Exército Nacional Indiano.

No auge das ideias desses desenvolvimentos, o Comité do Trabalho do Congresso nomeou um Comité da Bandeira de sete membros em 2 de Abril de 1931 para resolver essas questões. Esta solução foi aprovada, observando  que a "objeção tem feito protestos para que haja três cores na bandeira com o fundamento de que elas sejam concebidas sobre as bases comunais". O provável resultado dessas confabulações  foi uma bandeira apresentando apenas uma cor, ocre e um "Chakra" na parte superior do retângulo. Embora recomendado pelo comité da bandeira, o INC não a adotou, pois ela parecia um projeto com uma ideologia comunista.[carece de fontes?]

A bandeira de Azad Hind, primeiramente criado para a Legião da Índia Liberta na Alemanha Nazi.

Mais tarde, a resolução final sobre uma bandeira foi aprovada quando o Comité do Congresso se reuniu em Carachi em 1931. A bandeira tricolor foi aprovada e, em seguida, desenhada por Pingali Venkayya. É caracterizada por três bandas horizontais de açafrão, branco e verde, com um "Chakra" localizado ao centro. As cores foram interpretadas assim: açafrão para coragem; branco para verdade e paz; verde para fé e prosperidade. O "Charkra" simbolizava a revitalização econômica da Índia e da laboriosidade de seu povo.
Ao mesmo tempo uma variante da bandeira estava sendo usada pelo Exército Nacional da Índia, na qual incluía as palavras "Azad Hind" com um tigre saltando no lugar do "Chakra", aponta para um modelo inclusivo da nação em construção. Esta, tricolor, foi içada pela primeira vez em solo indiano em Manipur por Bose.
Poucos dias antes da Índia conquistar a sua liberdade ao Império Britânico em Agosto de 1947, a Assembleia Constituinte foi formada para discutir sobre a bandeira da Índia. Eles criaram um comité ad hoc dirigido por Rajendra Prasad, que consiste se Abul Kalam Azad, Sarojini Naidu, C. Rajagopalachari, KM Munshi e B.R. Ambedkar como seus membros. O Comité da Bandeira foi constituído em 23 de Junho de 1947 quando se iniciaram as deliberações sobre o assunto. Depois de três semanas eles tomaram uma decisão em 4 de Julho de 1947, sendo que a bandeira do Congresso Nacional Indiano deveria ser adotada como a Bandeira Nacional da Índia com as adequadas modificações, para que seja aceitável a todos os partidos e comunidades do país. Além disso, foi resolvido que a bandeira não deve ter qualquer ressonâncias comunais. O "Dharma Chakra" que aparece no ábaco de Sarnath foi adotado no lugar do "Chakra". A bandeira foi desfraldada pela primeira vez como qual de um país independente em 15 de Agosto de 1947.

## Processo manufatureiro

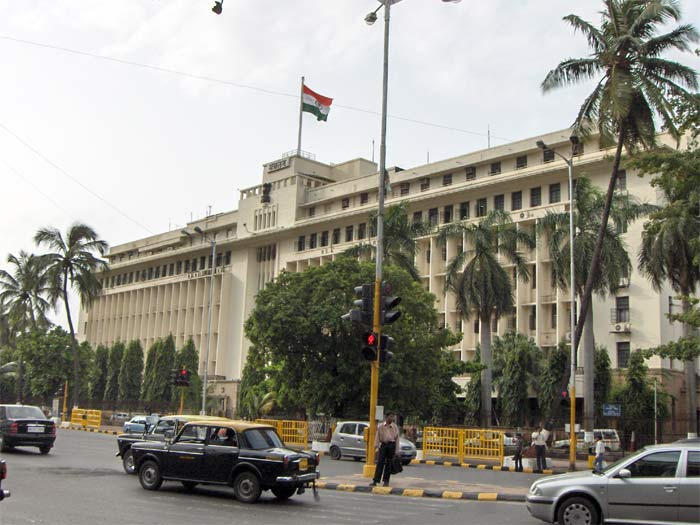
O Edifício Mantralaya, sede administrativa estadual, onde ao fundo é possível observar a maior bandeira da Índia em Bombaim, Maharashtra.

Após a Índia tornar-se oficialmente uma república em 1950, o Conselho das Normas da Índia (CNI) interpôs as especificações da bandeira pela primeira vez em 1951. Estas foram revistas em 1964 para obedecer ao sistema métrico, que fora aprovado na Índia. As especificações foram novamente alteradas em 17 de Agosto de 1968. As especificações abrangem todos os requisitos essenciais de fabricação da bandeira indiana, incluindo tamanhos, cor, valores cromáticos, brilho, linhas trançadas de cânhamo e de cordéis. Estas orientações são extremamente rigorosas e qualquer defeito na manufatura da bandeira é considerado uma séria ofensa passível que sujeita ao termo de multa, prisão ou ambos.
"Khadi", um pano de mão-fiada, é o único material que pode ser utilizado para a confecção da bandeira. As matérias-primas para o Khadi estão restritas ao algodão, seda e lã. Existem dois tipos de khadi utilizados; o primeiro é o pano-khadi que constitui o corpo da bandeira e o segundo é o khadi-pato, que é um pano de cor bege que detém a bandeira ao pólo.  Este tipo de tecelagem é extremamente raro, e há menos de uma dúzia de tecelões na Índia professando esta habilidade. As diretrizes também estabelecem que deve haver exatamente 150 fios por centímetro quadrado, quatro linhas por costura, e um pé quadrado deve pesar exatamente 205 gramas.
O tecido khadi é obtido a partir de duas unidades artesanais nos distritos de Dharwad e Bagalkot do norte de Karnataka. Atualmente, a federação de manufatura Karnataka Khadi Gramodyoga Samyukta Sangha, que tem sua base em Hubli, é a única licenciada na produção e fornecimento da bandeira na Índia. A permissão para a criação e a fabricação da bandeira da Índia é atribuída pela Comissão Industrial da Aldeia e Khadi (CIAK), embora o CNI tenha o poder de anular os certificados que ignorem as orientações.
Uma vez tecido, o material é enviado para laboratórios do CNI para testes. Após rigorosos testes de qualidade; a bandeira, se aprovada, é devolvida para a fábrica. Em seguida, esta é branqueada e tingida com as respectivas cores de tinta. No centro, o Ashoka Chakra é impresso e devidamente bordado. Os minuciosos cuidados que se deve ter com o Chakra são completamente visíveis em ambos os lados da figura. O CNI, em seguida, verifica as cores e só depois pode ser vendida a bandeira.
Anualmente, cerca de quarenta milhões de bandeiras são vendidas na Índia. A maior bandeira da Índia (6,3 x 4,2 m), é erguida pelo governo do estado de Maharashtra acima do edifício Mantralaya, a sede administrativa estadual.

## Protocolo da bandeira apropriado

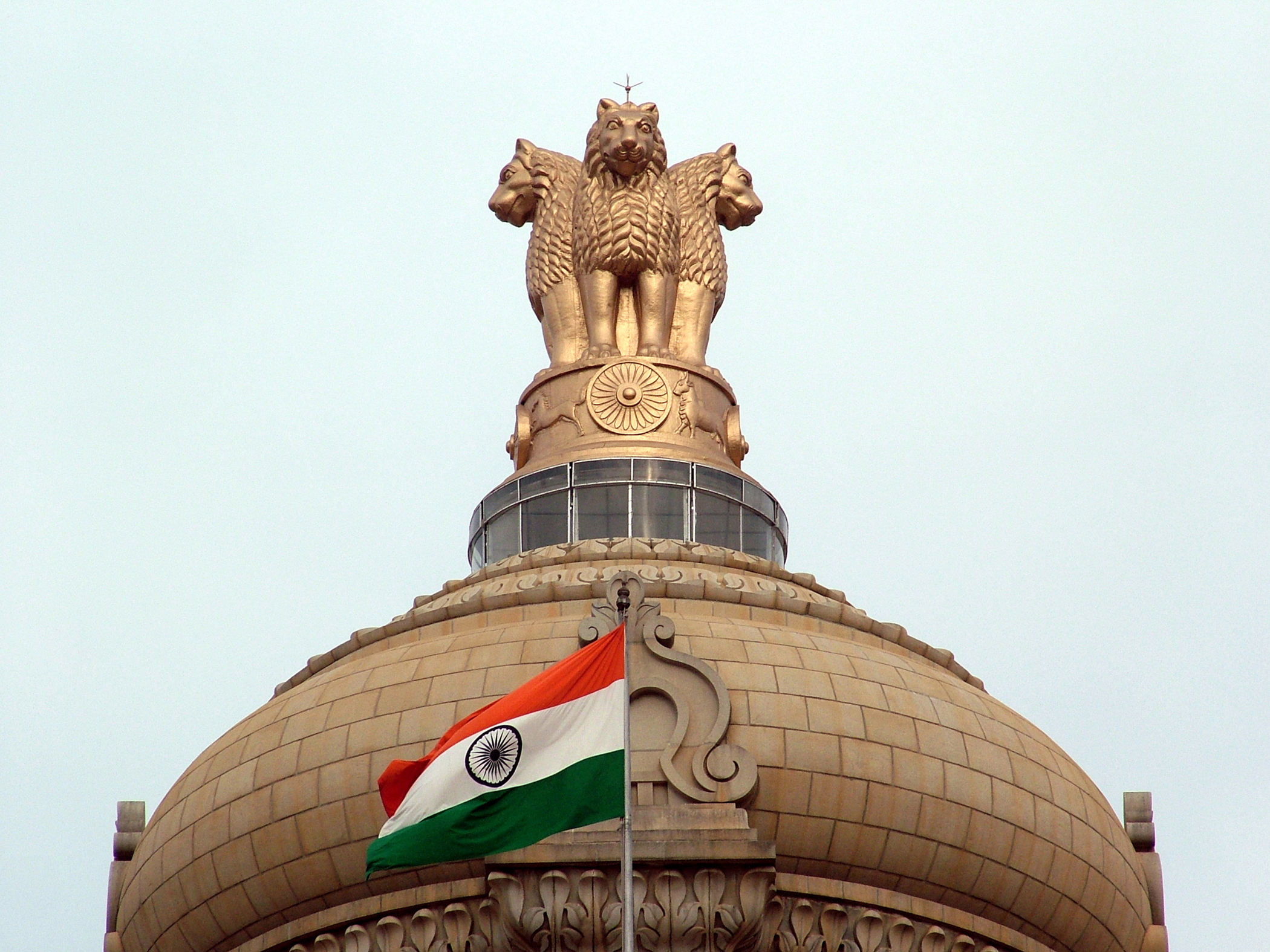
A bandeira da Índia e o emblema do Estado em cima de Vidhana Soudha em Bengaluru (Bangalore).

Antes de 2002, a grande população da Índia não podia erguer publicamente sua bandeira nacional, com exceção de feriados nacionais designados. Somente os maiores oficiais e funcionários do governo poderiam fazê-lo. O industrialista Naveen Jindal arquivou uma petição de público interesse na Suprema Corte de Delhi, buscando a surpreendente e inédita baixa desta restrição. Jindal aparentemente ergueu a bandeira em cima de seu prédio comercial, mas como este foi contra o Código da Bandeira Nacional, a bandeira foi apreendida e foi informado a ele que era viável uma tentativa passível de ser processado judicialmente. Jindal argumentou que hasteando a bandeira nacional com o devido decoro e honra foi o seu direito como cidadão, e uma forma de expressar o seu amor à Índia. O caso mudou-se para a Suprema Corte da Índia, que pediu ao Governo da Índia para criar uma comissão para examinar o assunto. O Gabinete da União alterou o Código da Bandeira Indiano, com sucesso a partir de 26 de janeiro de 2002, permitindo que o público em geral, para içar da bandeira em todos os dias do ano, forneça a salvaguardada à dignidade, honra e respeito perante a bandeira.
No caso União da Índia vs. Yashwant Sharma, foi decidido que, embora o Código da Bandeira não é um estatuto, as restrições no âmbito do Código devem ser seguidas para preservar a dignidade da Bandeira Nacional. O direito de arvorar a Bandeira Naciona pode se constatar no artigo 51A da Constituição.

### Respeito à bandeira
As leis da Índia dizem que a bandeira nacional deve sempre ser tratada com "dignidade, lealdade e respeito". O Código Bandeira da Índia de 2002, que substituiu "os Nomes e Insígnias (Prevenção de utilização abusiva) Ato, 1950", regulamenta a exibição e o uso da bandeira. O regulamento oficial estipula que a bandeira nunca deve tocar o solo ou a água, ser usado como uma toalha na frente de uma plataforma, cobrir uma estátua, placa, pedra, etc. Até 2005, a bandeira não poderia ser usada em vestuário, uniformes ou disfarce. Em 5 de Julho de 2005, o Governo da Índia alterou o código, permitindo a utilização da bandeira em vestuários e uniformes. No entanto, ela não pode ser utilizada em vestuário abaixo da cintura ou em roupas íntimas. É também proibido bordar a bandeira nacional e outros símbolos em almofadas ou travesseiros.
A bandeira também não pode ser intencionalmente colocada de cabeça para baixo, mergulhada em algo, ou ter qualquer outro objecto diferente, como pétalas de flores. Nenhum tipo de letra pode ser inscrito na bandeira.

### Manuseio da bandeira
Há uma série de regras tradicionais de respeito que devem ser observados quanto ao tratamento ou a exibição da bandeira. Quanto ao horário, a bandeira deve sempre ser içada ao amanhecer e à baixa do pôr-do-sol, independentemente das condições meteorológicas. A bandeira também pode ser içada em um edifício público à noite, porém apenas em circunstâncias especiais.
A bandeira nunca deve ser descrita, exposta ou voar de cabeça para baixo. A tradição também afirma que, quando virada na vertical, a bandeira não deve apenas ser rodada 90 graus, mas também invertida. Uma "lida" da bandeira nas páginas de um livro, de cima para baixo e da esquerda para a direita, e após a rotação, os resultados devem ser o mesmo. Também é insultuoso hastear a bandeira em estado gasto ou sujo. A mesma regra se aplica aos pólos da bandeira e à haste, usados para içar a bandeira, que devem ambos estar sempre em um bom estado de manutenção.

### Exibição pública
As regras relativas aos métodos corretos de hastear a bandeira estatal que, quando duas bandeiras são "totalmente espalhadas horizontalmente em uma parede por trás de um pódio", os seus guinchos devem estar viradas para si com a listra em açafrão em cima. Se a bandeira é exibida em um curto mastro, este deve ser montada em um ângulo para a parede com a bandeira girando ao gosto de quem a ergue. Se duas bandeiras nacionais são exibidas em posição cruzada, os guinchos devem estar para si e as bandeiras devem estar plenamente dilatadas. A bandeira nunca deve ser usada como um pano para cobrir mesas, pódios ou edifícios, ou cobrir parapeitos.

### Com outros países
Quando a Bandeira Nacional da Índia voa no exterior, em companhia com a bandeira de outro país, existem várias normas que regem as formas em que a bandeira deve voar, especificamente, tendo sempre que ocupar a posição de honra. Isto significa que ela deve ser a bandeira mais para a direita (à esquerda de quem observa) de todas as bandeiras em exibição, com as bandeiras de outros países sendo organizadas por ordem alfabética, de acordo com o alfabeto latino. Todas as bandeiras devem ser aproximadamente do mesmo tamanho, sem nenhuma bandeira a ser maior do que a bandeira indiana. Cada bandeira de cada país deve ser separada em um poste, sem a bandeira nacional ser voada acima de um outro do mesmo pólo.
Não seria admissível, em tal caso, começar, e também terminar, a linha de bandeiras com a bandeira indiano e também incluí-la em condições normais sabidas da ordem alfabética dos países. Em caso das bandeiras estão a voar em um círculo fechado, a bandeira nacional deve marcar o início do círculo e as bandeiras de outros países devem avançar no sentido horário de forma de até a última bandeira ser colocada ao lado da bandeira nacional. A bandeira nacional da Índia deve ser sempre içada primeiramente e a última a ser rebaixada.
Quando a bandeira é exibida em pólos cruzados, o pólo da bandeira indiana deve ser na frente e a bandeira localizada à direita (à esquerda para quem observa) da outra bandeira. Quando a bandeira das Nações Unidas for voar junto com a bandeira indiana, que esta possa ser visualizada em ambos os lados da mesma. A prática geral é arvorar a bandeira da extrema-direita, com referência à direcção que está a enfrentar.

### Com bandeiras não-nacionais
Quando a bandeira é exibida com outras bandeiras que não sejam bandeiras nacionais, tais como bandeiras e faixas publicitárias corporativas, as normas estatais declaram que se os sinais são separados em equipes, a bandeira da Índia deve estar sempre ao centro, ou o mais à esquerda do ponto de vista do espectadores, ou pelo menos uma bandeira da amplitude superior às outras bandeiras do grupo. Seu mastro deve estar na frente dos outros pólos no grupo, mas se eles estão na mesma equipe, deve ser a bandeira mais alta. Se ela é transportada em procissão com outras bandeiras, deve estar na cabeça da procissão de marcha, ou se transportar com uma fila de bandeiras em uma linha corrente, deve ser transportada para a marchar  ao lado direito de todas as outras bandeiras da procissão.

### Expondo a bandeira em ambientes fechados
Sempre que a bandeira for exibida em ambientes fechados como em sala de reuniões públicas ou encontros de qualquer natureza, deve estar sempre à direita (à esquerda dos observadores), pois esta é a posição de autoridade. Então, quando a bandeira for exibida ao lado de um alto-falante em reuniões ou outros encontros, esta deve ser colocado sobre a coluna do lado direito. Quando ele é exibido no resto da sala, deve-se estar à direita da plateia.
A bandeira deve ser exibida completamente e demonstrar visivelmente a tarja de cor açafrão ao topo. Se pendurou verticalmente na parede atrás do pódio, o açafrão deve ser a faixa da esquerda dos espectadores e deve-se içar a bandeira com a tarja ao topo.

### Paradas e cerimônias
A bandeira, quando transportada em uma procissão ou um desfile com mais de uma bandeira, deve estar em marcha à direita ou sozinho no centro na frente. A bandeira pode formar uma imagem distintiva da inauguração de uma estátua, monumento, ou placa, mas nunca deve ser usada como uma cobertura para o objeto.
Durante a cerimônia de elevação ou rebaixamento da bandeira, ou quando a bandeira está a passar em um desfile ou em uma revisão, todas as pessoas presentes deverão olhar para a bandeira o prestar atenção. Aqueles presentes com os uniformes devem prestar a devida vénia. Quando a bandeira é movimentada na haste, as pessoas presentes deverão permanecer prestando atenção quando passa a bandeira por eles. A saudação da bandeira deve ser seguida pela reprodução do hino nacional da Índia.

### Exibição em veículos
O privilégio de arvorar a bandeira nacional da Índia em um veículo é restrito ao presidente, vice-presidente, primeiro-ministro, Governadores, Governadores-Tenente, Ministros Chefe, ministros, membros do Gabinete Junior, membros do Parlamento Indiano, palestrantes do Lok Sabha e de assembleias legislativas estaduais, presidentes das Rajya Sabha legislativas, estaduais e municipais, juízes do Supremo Tribunal da Índia e oficiais de alta patente do exército, marinha e força aérea.
Podem arvorar a bandeira sobre os seus automóveis sempre que o considerem necessário ou aconselhável. A bandeira deve ser feita a partir de uma pauta, que deverá ser posta firmemente quer no meio da tampa frontal ou na parte da frente do lado direito do carro. Quando um dignitário estrangeiro viaja em um carro fornecido pelo governo, a bandeira deve ser posicionada ao lado direito do carro e da bandeira do país estrangeiro deve ser posicionada no lado esquerdo do carro.
A bandeira deve ser arvorada a bordo da aeronave que transporta o Presidente, o Vice-Presidente ou o Primeiro-Ministro sobre uma visita a um país estrangeiro. Juntamente com uma bandeira nacional, a bandeira do país visitado também deve ser arvorada, mas, somente quando o avião pousar na rota do país, as bandeiras nacionais seriam arvoradas instantaneamente, como um gesto de cortesia e boa vontade. Quando o presidente vai em digressão na Índia, a bandeira indiana deve ser exibida no lado pelo qual o Presidente irá embarcar ou desembarcar. Quando o presidente viaja pelo trem especial no interior do país, uma bandeira deve ser arvorada na cabine do maquinista virada para uma plataforma da estação, de onde sai o trem. A bandeira deve ser arvorada apenas quando o trem especial está parado ou quando esta perto da estação na qual irá parar.

### Meia-haste
A bandeira deve estar a meia-haste em sinal de luto apenas mediante instruções do presidente da República, que também dará uma data de término do período de luto. Quando a bandeira está a ser arvorada à meia-haste, ela deve primeiro ser levantada até o topo do mastro e depois lentamente abaixada para metade mastro. Antes de ser abaixada no fim da tarde ou no momento oportuno, a bandeira é primeiro levantada ao topo do mastro e depois abaixada. Apenas a bandeira da Índia é arvorada à meia-haste, enquanto todas as outras bandeiras continuam na altura normal.
A bandeira é arvorado a meia-haste para a morte do Presidente, Vice-Presidente e Primeiro-Ministro em toda a Índia. Para o presidente da Lok Sabha e do Chefe de Justiça, ou um integrante do Supremo Tribunal da Índia, é arvorada a bandeira em Delhi e para um Ministro do Gabinete da União é arvorada em Delhi e nas capitais estaduais. Pelo Ministro de Estado, é arvorada apenas em Delhi. Para o Governador, o Tenente Governador e ministro-chefe do estado ou da união de um território a bandeira é arvorada no Estado em questão.
Se a intimação da morte de qualquer dignitário ser recebida na parte de tarde, a bandeira deve ser feita à meia-haste no dia da morte e no dia seguinte também, no local ou locais indicados acima, desde que o funeral não tenha ocorrido antes do pôr-do-sol do dia da morte. No dia do funeral de um dignitário mencionado, a bandeira deve ser feita à meia-haste no local do funeral.
No caso de uma coincidência no qual o dia de erguer a bandeira à meia-haste coincidiu com o Dia da República, Dia da independência, o aniversário de Mahatma Gandhi, Semana Nacional (de 6 a 13 de Abril), qualquer outro dia de particular regozijo nacional que pode ser indicada pelo Governo da Índia ou no caso de um Estado, sobre o aniversário da criação desse Estado, bandeiras não serão autorizadas a serem arvoradas à meia-haste, excepto no prédio onde o corpo do defunto está mantido, até certo tempo onde tem de ser removida a bandeira e que devem ser levantada a posição de pleno-mastro após o corpo ter sido retirado.
Observâncias do luto de Estado sobre a morte de dignitários estrangeiros são regidos por instruções especiais emitidas pelo Ministério do Interior (Ministério da Casa) em casos individuais. No entanto, em caso de morte de uma delas, o chefe do Estado ou chefe do governo de um país estrangeiro, a Missão da Índia decide se alguém pode arvorar a bandeira nacional deste país em território indiano sobre o referido dia.
Em ocasiões de funerais de militares, forças paramilitares centrais, a bandeira deve ser arvorada sobre o esquife ou caixão com o açafrão virado para a cabeça do esquife ou caixão. A bandeira não deve ser baixada na sepultura ou queimada na pira.

### Eliminação
Quando o Tiranga está em um estado danificado ou sujo, não pode ser abandonado ou desrespeitadamente eliminado, mas deve ser destruído, como um todo, preferencialmente por incineração ou por qualquer outro método compatível com a dignidade da bandeira. A outra forma adequada para destruir o Tiranga poderia ser a imersão no Ganges ou enterrado com o devido respeito.

## Outras bandeiras

Bandeira Marítima
Bandeira Civil
Bandeira Naval
Bandeira da Força Aérea